# Mészáros Ferenc (tanár, 1862)
Mészáros Ferenc (Vác, 1862. augusztus 5. – 1918 után?) bölcseleti doktor, református főgimnáziumi tanár.

## Életútja
Mészáros József kisbirtokos és Tóth Terézia fia. Vácon végezte a gimnázium hat osztályát, majd 1880. augusztus 27-én a kegyes tanítórendbe lépett. Tanult később Kecskeméten, Nyitrán, Kolozsvárt két-két évig. 1885. augusztus 9-én szenteltetett fel miséspappá. 1890-ben nyert tanári oklevelet. Tanár volt Magyaróvárt, Máramarosszigeten, Nagybecskereken és Kolozsvárt, ahonnét váratlanul áthelyezték, ezért a rendet elhagyta, a református vallásra tért és három hónapig Karcagon tanított. 1896-ban a szatmári református főgimnáziumban a klasszika-filológia tanszékére neveztetett ki rendes tanárnak, ahol szeptember 5-én tartotta székfoglalóját: A régi, különösen a görög, római és magyar pénzekről (megjelent a szatmári ev. ref. főgymnasium Értesítőjében 1898.).
1897. január 20-án tartotta esküvőjét Bábolnay Cecil kisasszonnyal, Bábolnay Gyula vasúti állomásfőnök leányával Kolozsvárt. 1910-ben kérte nyugdíjaztatását, 1918-ban esküdtszéki polgárbíróvá választották.
Cikkeket írt a vidéki lapokba.

## Művei
- Demosthenes, történelmi rajz. Máramaros-Sziget, 1890.
- Questiones de epistola ad Pisones Qu. Horatii Flacci. Nagy-Becskerekini, 1893. (és Kolozsvár, 1894.).